# Magyar agár
A magyar agár a legkevésbé ismert magyar kutyafajta, amely nem egyszer a kihalás szélén állt. Nem azonos a történelmi magyar agárral. Rendkívűl jó futó, ezért kapta „a nyílsebes főnemes” titulust.

## Története
A ma élő agárfajták közös őse az egyiptomi agár, melynek létezéséről már az i. e. 3. évezredből vannak bizonyítékok. A magyarok valószínűleg már a honfoglalás előtt is ismertek és használtak a vadászaton agárhoz hasonló kutyákat, amelyek a látásukra és a gyorsaságukra támaszkodtak az állatok üldözésekor. Első emlékeik Szent István korából származnak. A későbbi korokban is divatos és előkelő tevékenység volt az agarászat, többek között Hunyadi Mátyás is szenvedélyesen űzte a vadászatnak ezt az ágát. A török hódoltság idején keleti jellegű agarak kerültek hazánkba, melyek keveredtek az itteni állománnyal.
Az agarászat a török kor után is kedvelt szórakozás maradt, az aranykor a 18. és a 19. században volt, de igazán ismert kutyafajtává Széchenyi István tevékenysége nyomán vált. Az 1840-es években egymás után alakultak az agarászegyletek. De az agarászat nemsokára kiment a divatból, elkezdődött az agárversenyek rendezése. A magyar agarat lassan kiszorította a kevésbé kitartó, de gyorsabb angol agár. Gyakran keresztezték a két fajtát, amely a magyar agár jellemzőit alaposan megváltoztatta.
Bizonyos szakértők egy második, kisebb agárfajtánk múltbeli létét is feltételezik.
Az agarászat az 1848–49-es forradalom és szabadságharc bukását követően újra fellendült, hiszen ehhez nem kellett fegyverviselési engedély. De a mezőgazdaság belterjessé válásával megszűntek a nagy nyílt területek, s ezzel az agarak használata visszaszorult, szinte lehetetlenné vált. Az utolsó lovas agarászatot 1943-ban, az utolsó agaras nyulászatot 1944-ben Törökszentmiklóson tartották.
A második világháború után az agarat gyakorlatilag kihaltnak tartották, csak néhány elszigetelt helyen maradt meg pár példány, amelyeket nem egyszer orvvadászatra használtak. Amikor 1963-ban egy Mátyás királyról szóló film forgatásához magyar agárra lett volna szükség, Szigethy Kálmán, a Mafilm gödöllői filmtelepének vezetője Szabolcs-Szatmár-Bereg megyében, Nagyecseden, a volt Károlyi-uradalomban fedezett fel néhány példányt, amelyet megvásárolt, és ezzel elkezdődött a fajta újjáélesztése. Az FCI 1966-ban fogadta el önálló fajtaként a magyar agarat. Azóta Európa több országában megismerték és megszerették a fajtát, s a tenyésztők kitartó munkájának köszönhetően a magyar agár jövője látszólag biztosítva van.

## Külleme és jelleme
Az angol agártól erősebb csontozata, (szélesebb) karakteresebb feje, nagyobb füle különbözteti meg. Erős, gyors, kitartó, a híresebb rokonától eltérően megállja a helyét mostoha talajviszonyok között is. Nagyobb vadakat párban gyűr le, de néhány agár a vaddisznót is képes legyőzni. Szaglása bár jó, de nem (annyira) kifinomult, mivel a vadászathoz nem is volt rá szüksége. Szemre/szemmel vadászik. Minden agárszínben előfordulhat, de a kék (szürke), barna és fekete-cser színek nem elfogadottak.

Az angol agártól még a némileg nagyobb termete, büszke tartása, elegáns megjelenése elkülöníti. Az angol agár a magyar agár mellett egy tömzsibb atlétának tűnik.
Jellemében is más, míg az angol agár (a whippethez hasonlóan) igen emberközpontú, teljesen alárendeli magát neki, addig a magyar agár kegyeit külön el kell nyerni. Nem megfelelő bánásmód esetén szökőssé is válhat, amit nehéz megakadályozni, mivel két méteres kerítés felett érintés nélkül repül át, a pórázát pedig másodpercek alatt el tudja rágni!
Értelmes, nyílt természetű, barátságos, ámde távolságtartó agár. Tartása nem kíván semmi különlegességet, rövid szőre miatt lakásban, velünk is élhet. Sőt, az igazi helye a szobában, a kanapén van, ahogy azt az évszázadokon át nyújtott kimagasló teljesítményével, eredményeivel kiérdemelte és meg is kapta.
Éber, személy – és házőrzőösztöne fejlett, de ez nem vezethet oda, hogy agresszív, harapós legyen. Rendkívül jó futó, ezért Balaskó Norbert „a nyílsebes főnemes” titulussal illette.

## Képgaléria

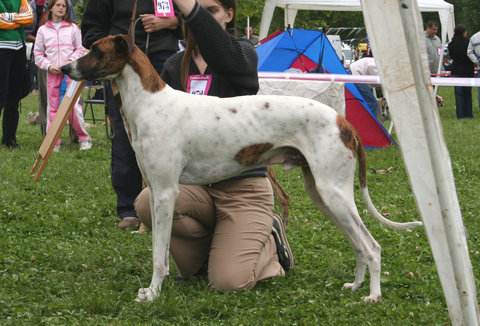
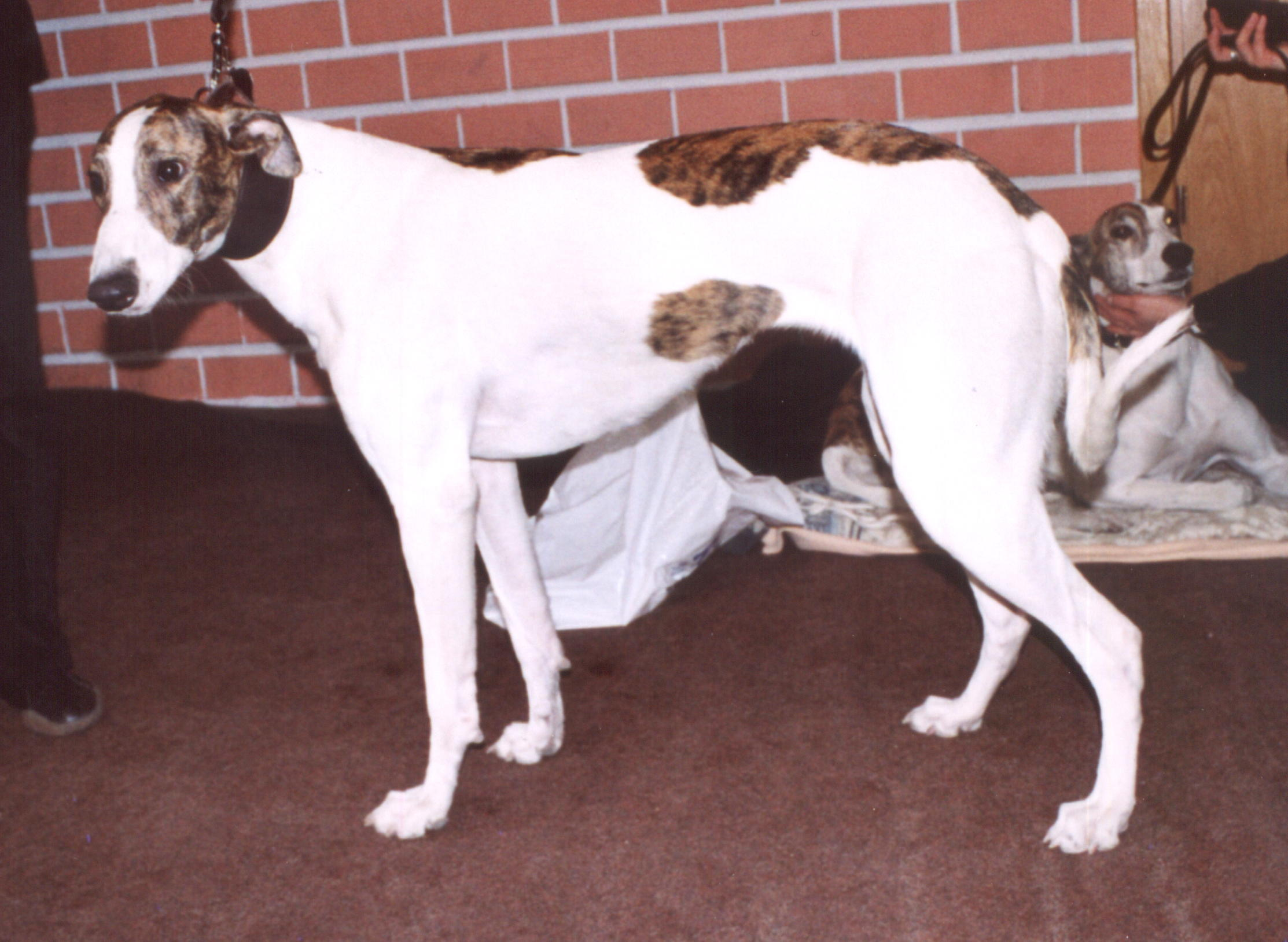
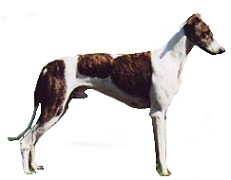

## Rokon fajták
- Afgán agár
- Angol agár
- Arab agár
- Lengyel agár
- Orosz agár
- Perzsa agár

### Magyarul
- Magyar agár fajtaleírás: a leggyorsabb magyar kutyafajta
- Magyar Agár, az ősi vadászkutya
- Magyar Agár információs portál
- Magyar agár fajtaismertető a Kutya-Tár-ban
- A 32/2004. (IV. 19.) OGY határozat
- Magyar Agár Tenyésztők Országos Egyesülete

### Németül
- Német nyelvű oldal a fajtáról